# Krëusa (Troja)

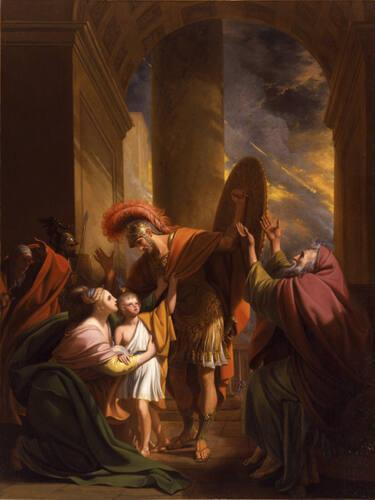
Aeneas und Crëusa, Gemälde von Benjamin West, 1771.

Krëusa (altgriechisch Κρέουσα Kréousa, lateinisch Creusa; gesprochen: Kre-u-sa) ist in der römisch-griechischen Mythologie eine Tochter des trojanischen Königs Priamos und dessen Frau Hekabe und somit eine der Schwestern Hektors und des Paris. Sie war die erste Gattin des trojanischen Helden Aeneas, mit dem sie den Sohn Ascanius, der auch als Iulus bekannt ist, hatte.

## Krëusas Schicksal bei Vergil
Vergil behandelt in der Aeneis Krëusas Tod während des Trojanischen Krieges. Als Troja dank der List um das Trojanische Pferd in die Hände der Griechen gelangt, will Aeneas Anchises, Krëusa und Ascanius aus der Stadt führen. Anchises weigert sich jedoch, das Haus zu verlassen, woraufhin Aeneas beschließt, in Troja zu bleiben, um in der Schlacht ehrenvoll zu sterben. Krëusa ergreift seine Füße und bittet ihn, daran zu denken, was mit der Familie geschehe, wenn Aeneas getötet würde. Während sie dies tut, fängt Ascanius’ Haar Feuer mit einer überirdischen Flamme. Durch das Omen bestärkt, willigt Anchises nun ein, aus Troja zu fliehen. Die Familie verlässt das Haus, wobei Aeneas seinen Vater trägt und Ascanius seine Hand hält, während Krëusa in einigem Abstand hinter ihnen folgt. Nachdem Aeneas den Ceres-Tempel außerhalb der Stadt erreicht hat, bemerkt er, dass Krëusa verschwunden ist. Verzweifelt kehrt er in die Stadt zurück, um sie zu suchen. Dort trifft er auf ihren Schatten, der ihm sagt, dass es ihr Schicksal gewesen sei, in Troja zu bleiben. Daraufhin sagt sie seine Reise nach Hesperien, Italien, und seine zukünftige Heirat mit einer anderen – Lavinia, die sie nicht beim Namen nennt – voraus. Sie bittet Aeneas, sich um ihren gemeinsamen Sohn zu kümmern und verschwindet. Aeneas versucht dreimal vergeblich, sie festzuhalten, aber jedes Mal gelingt es ihm nicht, ihren Schatten zu fassen.

## Andere Versionen des Mythos
Gemäß Pausanias wurde sie während des Trojanischen Krieges von den Griechen gefangen genommen, aber dann von Aphrodite – der Mutter des Aeneas – gerettet. Ein Bild in der Lesche der Knidier in Delphi, die nur aus Pausanias’ Darstellungen bekannt ist, soll sie allerdings unter den gefangenen Trojanerinnen gezeigt haben.
Manchmal wird sie statt Rhoio als Mutter des Anios, Apollons Sohn, angesehen.